# Madonna di Costantinopoli tra i santi Andrea e Stefano
Madonna di Costantinopoli tra i santi Andrea e Stefano è un dipinto a olio su tavola realizzato da Leonardo Castellano e custodito nella cappella omonima della chiesa di Santa Maria delle Grazie a Massa Lubrense.

## Storia e descrizione
Il dipinto venne realizzato nella seconda metà del XVI secolo, nello stesso periodo, o comunque poco dopo, della fondazione della cappella della Madonna di Costantinopoli e dei santi Andrea e Stefano, avvenuta nel 1566: il quadro infatti non presenta segni di adattamento al luogo a cui è destinato, testimonianza del fatto che venne realizzato proprio per essere esposto nella cappella in cui si trova.
Riccardo Filangieri definì la tavola come una replica di un non precisato quadro di Andrea del Sarto, mentre altri critici lo attribuirono a Pietro Negroni. L'ipotesi più accreditata è che si tratti di un'opera di Leonardo Castellano, conosciuto anche con il nome di Maestro di Massa Lubrense: infatti il quadro presenta notevoli somiglianze con altre opere attribuite a questo pittore come Madonna degli Angeli, nella chiesa di Santo Stefano a Sala Consilina, un'Ultima Cena conservata a Somma Vesuviana e una serie di tre dipinti nella chiesa di Santa Maria d'Ajello ad Afragola. Nel 1685, durante una Santa Visita, il quadro viene citato da monsignor Giovanni Battista Nepita.
Il dipinto si sviluppa in una sorta di forma piramidale: in alto la Madonna, seduta su una nuvola sorretta da angeli, con il Bambino Gesù tenuto in braccio; più in basso, a sinistra sant'Andrea mentre sulla destra è santo Stefano. Lo sfondo è caratterizzato da un paesaggio fatto di rovine in cui si intravede un lago con una barca di pescatori, forse un riferimento a sant'Andrea.